# Empurany
Empurany é uma comuna francesa na região administrativa de Auvérnia-Ródano-Alpes, no departamento de Ardèche. Estende-se por uma área de 18,94 km². Em 2010 a comuna tinha 624 habitantes (densidade: 32,9 hab./km²).